# Попівський заказник
Попівський заказник — гідрологічний заказник місцевого значення. Об'єкт розташований на території Звенигородського району Черкаської області, село Рижанівка.
Площа — 7 га, статус отриманий у 1979 році.